# Eleições legislativas portuguesas de 1991 no distrito de Braga
| Eleições legislativas portuguesas de 1991 Distritos: Aveiro \| Beja \| Braga \| Bragança \| Castelo Branco \| Coimbra \| Évora \| Faro \| Guarda \| Leiria \| Lisboa \| Portalegre \| Porto \| Santarém \| Setúbal \| Viana do Castelo \| Vila Real \| Viseu \| Açores \| Madeira \| Estrangeiro |

## Resultados por Concelho
Os resultados nos concelhos do Distrito de Braga foram os seguintes:

### Amares
| Partido                 | Partido                        | Votos  | %               | +/-  |
| ----------------------- | ------------------------------ | ------ | --------------- | ---- |
|                         | Partido Social Democrata       | 6 433  | 67,26 / 100,00  | 3,08 |
|                         | Partido Socialista             | 1 813  | 18,96 / 100,00  | 1,97 |
|                         | Centro Democrático Social      | 747    | 7,81 / 100,00   | 1,28 |
|                         | Coligação Democrática Unitária | 127    | 1,33 / 100,00   | 1,23 |
|                         | Outros                         | 295    | 3,08 / 100,00   |      |
| Votos Inválidos         | Votos Inválidos                | 149    | 1,56 / 100,00   | 0,68 |
| Total                   | Total                          | 9 564  | 100,00 / 100,00 |      |
| Eleitorado/Participação | Eleitorado/Participação        | 14 565 | 65,66 / 100,00  | 7,19 |

### Barcelos
| Partido                 | Partido                        | Votos  | %               | +/-  |
| ----------------------- | ------------------------------ | ------ | --------------- | ---- |
|                         | Partido Social Democrata       | 38 580 | 63,30 / 100,00  | 0,83 |
|                         | Partido Socialista             | 14 423 | 23,67 / 100,00  | 3,99 |
|                         | Centro Democrático Social      | 3 788  | 6,22 / 100,00   | 0,69 |
|                         | Coligação Democrática Unitária | 1 704  | 2,80 / 100,00   | 1,19 |
|                         | Outros                         | 1 569  | 2,58 / 100,00   |      |
| Votos Inválidos         | Votos Inválidos                | 880    | 1,45 / 100,00   | 0,39 |
| Total                   | Total                          | 60 944 | 100,00 / 100,00 |      |
| Eleitorado/Participação | Eleitorado/Participação        | 82 474 | 73,89 / 100,00  | 5,39 |

### Braga
| Partido                 | Partido                           | Votos   | %               | +/-  |
| ----------------------- | --------------------------------- | ------- | --------------- | ---- |
|                         | Partido Social Democrata          | 39 165  | 47,70 / 100,00  | 0,36 |
|                         | Partido Socialista                | 27 990  | 34,09 / 100,00  | 6,33 |
|                         | Coligação Democrática Unitária    | 6 439   | 7,84 / 100,00   | 1,76 |
|                         | Centro Democrático Social         | 3 782   | 4,61 / 100,00   | 0,34 |
|                         | Partido da Solidariedade Nacional | 885     | 1,08 / 100,00   | Novo |
|                         | Outros                            | 2 516   | 3,06 / 100,00   |      |
| Votos Inválidos         | Votos Inválidos                   | 1 325   | 1,61 / 100,00   | 0,54 |
| Total                   | Total                             | 82 102  | 100,00 / 100,00 |      |
| Eleitorado/Participação | Eleitorado/Participação           | 109 415 | 75,04 / 100,00  | 2,37 |

### Cabeceiras de Basto
| Partido                 | Partido                        | Votos  | %               | +/-  |
| ----------------------- | ------------------------------ | ------ | --------------- | ---- |
|                         | Partido Social Democrata       | 5 750  | 57,67 / 100,00  | 2,68 |
|                         | Partido Socialista             | 3 332  | 33,42 / 100,00  | 2,85 |
|                         | Centro Democrático Social      | 388    | 3,89 / 100,00   | 2,00 |
|                         | Coligação Democrática Unitária | 117    | 1,17 / 100,00   | 0,59 |
|                         | Outros                         | 239    | 2,39 / 100,00   |      |
| Votos Inválidos         | Votos Inválidos                | 144    | 1,44 / 100,00   | 0,49 |
| Total                   | Total                          | 9 970  | 100,00 / 100,00 |      |
| Eleitorado/Participação | Eleitorado/Participação        | 15 101 | 66,02 / 100,00  | 7,10 |

### Celorico de Basto
| Partido                 | Partido                        | Votos  | %               | +/-  |
| ----------------------- | ------------------------------ | ------ | --------------- | ---- |
|                         | Partido Social Democrata       | 7 305  | 64,95 / 100,00  | 5,93 |
|                         | Partido Socialista             | 2 142  | 19,05 / 100,00  | 3,21 |
|                         | Centro Democrático Social      | 982    | 8,73 / 100,00   | 2,74 |
|                         | Coligação Democrática Unitária | 188    | 1,67 / 100,00   | 1,19 |
|                         | Outros                         | 435    | 3,87 / 100,00   |      |
| Votos Inválidos         | Votos Inválidos                | 195    | 1,73 / 100,00   | 1,11 |
| Total                   | Total                          | 11 247 | 100,00 / 100,00 |      |
| Eleitorado/Participação | Eleitorado/Participação        | 17 726 | 63,45 / 100,00  | 4,98 |

### Esposende
| Partido                 | Partido                           | Votos  | %               | +/-  |
| ----------------------- | --------------------------------- | ------ | --------------- | ---- |
|                         | Partido Social Democrata          | 9 778  | 59,95 / 100,00  | 3,13 |
|                         | Partido Socialista                | 3 241  | 19,87 / 100,00  | 6,33 |
|                         | Centro Democrático Social         | 2 114  | 12,96 / 100,00  | 1,16 |
|                         | Coligação Democrática Unitária    | 384    | 2,35 / 100,00   | 1,83 |
|                         | Partido da Solidariedade Nacional | 168    | 1,03 / 100,00   | Novo |
|                         | Outros                            | 340    | 2,08 / 100,00   |      |
| Votos Inválidos         | Votos Inválidos                   | 286    | 1,75 / 100,00   | 0,86 |
| Total                   | Total                             | 16 311 | 100,00 / 100,00 |      |
| Eleitorado/Participação | Eleitorado/Participação           | 22 881 | 71,29 / 100,00  | 5,55 |

### Fafe
| Partido                 | Partido                        | Votos  | %               | +/-  |
| ----------------------- | ------------------------------ | ------ | --------------- | ---- |
|                         | Partido Social Democrata       | 13 240 | 49,40 / 100,00  | 1,30 |
|                         | Partido Socialista             | 10 501 | 39,18 / 100,00  | 4,76 |
|                         | Centro Democrático Social      | 903    | 3,37 / 100,00   | 0,86 |
|                         | Coligação Democrática Unitária | 881    | 3,29 / 100,00   | 1,23 |
|                         | Outros                         | 821    | 3,07 / 100,00   |      |
| Votos Inválidos         | Votos Inválidos                | 457    | 1,70 / 100,00   | 0,94 |
| Total                   | Total                          | 26 803 | 100,00 / 100,00 |      |
| Eleitorado/Participação | Eleitorado/Participação        | 39 002 | 68,72 / 100,00  | 5,97 |

### Guimarães
| Partido                 | Partido                        | Votos   | %               | +/-  |
| ----------------------- | ------------------------------ | ------- | --------------- | ---- |
|                         | Partido Social Democrata       | 39 404  | 43,69 / 100,00  | 0,43 |
|                         | Partido Socialista             | 35 560  | 39,42 / 100,00  | 7,84 |
|                         | Coligação Democrática Unitária | 5 786   | 6,41 / 100,00   | 3,03 |
|                         | Centro Democrático Social      | 4 716   | 5,23 / 100,00   | 0,27 |
|                         | PCTP/MRPP                      | 906     | 1,00 / 100,00   | 0,63 |
|                         | Outros                         | 2 451   | 2,73 / 100,00   |      |
| Votos Inválidos         | Votos Inválidos                | 1 375   | 1,52 / 100,00   | 0,65 |
| Total                   | Total                          | 90 198  | 100,00 / 100,00 |      |
| Eleitorado/Participação | Eleitorado/Participação        | 121 484 | 74,25 / 100,00  | 2,26 |

### Póvoa de Lanhoso
| Partido                 | Partido                        | Votos  | %               | +/-  |
| ----------------------- | ------------------------------ | ------ | --------------- | ---- |
|                         | Partido Social Democrata       | 7 446  | 64,52 / 100,00  | 3,76 |
|                         | Partido Socialista             | 2 725  | 23,61 / 100,00  | 3,00 |
|                         | Centro Democrático Social      | 642    | 5,56 / 100,00   | 1,23 |
|                         | Coligação Democrática Unitária | 174    | 1,51 / 100,00   | 1,33 |
|                         | Outros                         | 363    | 3,15 / 100,00   |      |
| Votos Inválidos         | Votos Inválidos                | 191    | 1,65 / 100,00   | 1,57 |
| Total                   | Total                          | 11 541 | 100,00 / 100,00 |      |
| Eleitorado/Participação | Eleitorado/Participação        | 16 888 | 68,34 / 100,00  | 5,23 |

### Terras de Bouro
| Partido                 | Partido                           | Votos | %               | +/-  |
| ----------------------- | --------------------------------- | ----- | --------------- | ---- |
|                         | Partido Social Democrata          | 3 960 | 71,26 / 100,00  | 2,40 |
|                         | Partido Socialista                | 941   | 16,93 / 100,00  | 2,56 |
|                         | Centro Democrático Social         | 264   | 4,75 / 100,00   | 0,99 |
|                         | Coligação Democrática Unitária    | 123   | 2,21 / 100,00   | 1,23 |
|                         | Partido da Solidariedade Nacional | 57    | 1,03 / 100,00   | Novo |
|                         | Outros                            | 152   | 2,73 / 100,00   |      |
| Votos Inválidos         | Votos Inválidos                   | 60    | 1,08 / 100,00   | 1,52 |
| Total                   | Total                             | 5 557 | 100,00 / 100,00 |      |
| Eleitorado/Participação | Eleitorado/Participação           | 8 044 | 69,08 / 100,00  | 5,43 |

### Vieira do Minho
| Partido                 | Partido                           | Votos  | %               | +/-  |
| ----------------------- | --------------------------------- | ------ | --------------- | ---- |
|                         | Partido Social Democrata          | 5 673  | 64,14 / 100,00  | 2,09 |
|                         | Partido Socialista                | 2 107  | 23,82 / 100,00  | 3,26 |
|                         | Centro Democrático Social         | 294    | 3,32 / 100,00   | 0,56 |
|                         | Coligação Democrática Unitária    | 229    | 2,59 / 100,00   | 1,64 |
|                         | PCTP/MRPP                         | 93     | 1,05 / 100,00   | 0,56 |
|                         | Partido Socialista Revolucionário | 90     | 1,02 / 100,00   | 0,20 |
|                         | Outros                            | 173    | 1,96 / 100,00   |      |
| Votos Inválidos         | Votos Inválidos                   | 186    | 2,10 / 100,00   | 1,21 |
| Total                   | Total                             | 8 845  | 100,00 / 100,00 |      |
| Eleitorado/Participação | Eleitorado/Participação           | 13 601 | 65,03 / 100,00  | 2,96 |

### Vila Nova de Famalicão
| Partido                 | Partido                        | Votos  | %               | +/-  |
| ----------------------- | ------------------------------ | ------ | --------------- | ---- |
|                         | Partido Social Democrata       | 34 551 | 50,94 / 100,00  | 1,06 |
|                         | Partido Socialista             | 24 467 | 36,07 / 100,00  | 5,97 |
|                         | Centro Democrático Social      | 3 319  | 4,89 / 100,00   | 0,39 |
|                         | Coligação Democrática Unitária | 2 712  | 4,00 / 100,00   | 1,10 |
|                         | Outros                         | 1 941  | 2,86 / 100,00   |      |
| Votos Inválidos         | Votos Inválidos                | 837    | 1,23 / 100,00   | 0,48 |
| Total                   | Total                          | 67 827 | 100,00 / 100,00 |      |
| Eleitorado/Participação | Eleitorado/Participação        | 90 421 | 75,01 / 100,00  | 3,89 |

### Vila Verde
| Partido                 | Partido                        | Votos  | %               | +/-  |
| ----------------------- | ------------------------------ | ------ | --------------- | ---- |
|                         | Partido Social Democrata       | 16 344 | 68,62 / 100,00  | 4,52 |
|                         | Partido Socialista             | 4 133  | 17,35 / 100,00  | 1,04 |
|                         | Centro Democrático Social      | 1 834  | 7,70 / 100,00   | 1,86 |
|                         | Coligação Democrática Unitária | 348    | 1,46 / 100,00   | 0,84 |
|                         | Outros                         | 732    | 3,08 / 100,00   |      |
| Votos Inválidos         | Votos Inválidos                | 427    | 1,80 / 100,00   | 0,83 |
| Total                   | Total                          | 23 818 | 100,00 / 100,00 |      |
| Eleitorado/Participação | Eleitorado/Participação        | 35 735 | 66,65 / 100,00  | 5,81 |